# Goetheschule Neu-Isenburg
Die Goetheschule Neu-Isenburg ist ein Gymnasium in der Stadt Neu-Isenburg im Landkreis Offenbach. Sie wurde 1896 als weiterführende Schule gegründet und 1957 in ein Gymnasium umgewandelt. Sie bietet das Abitur nach neun Schuljahren an.

## Allgemeines
An der Goetheschule kann das Abitur nach neun Jahren erworben werden. Sie ist damit die einzige Schule in Neu-Isenburg, die die allgemeine Hochschulreife vergibt. Im „alten“ Gebäude aus den 1970er Jahren stehen für den Unterricht 63 Räume zur Verfügung. Darunter fallen sowohl Klassenräume als auch Fachräume der folgenden Unterrichtsfächer: Chemie (4), Physik (4), Kunst (4), Biologie (4), Informatik (3) und Musik (3). Des Weiteren gibt es eine Mensa, Büros der Schulleitung, ein Lehrerzimmer und eine Bibliothek. Im Neubau aus dem Jahr 2019 befinden sich weitere acht Klassenräume, ein Musikraum, ein Kunstraum und eine Aula. Auf dem Gelände befindet sich zudem eine Turnhalle, die für den Sportunterricht der Schüler genutzt wird.
Ab Jahrgang 5 wird Englisch als erste Fremdsprache unterrichtet. In Klasse 7 können die Schüler zwischen Spanisch, Latein und Französisch als zweiter Fremdsprache wählen.
In den Jahrgangsstufen 5 und 6 gibt es die Möglichkeit, anstelle des regulären Musikunterrichts einen Chor-Kurs bzw. einen Big-Band-Kurs zu besuchen.

## Geschichte
Die ehemalige Höhere Bürgerschule wurde im Jahr 1896 als weiterführende Schule gegründet und im Jahr 1957 in ein Gymnasium umgewandelt.
Bis zum Jahr 1978 war die Alte Goetheschule in einem Gebäude in der Hugenottenallee 82 im Stadtzentrum von Neu-Isenburg untergebracht, indem nach einer Renovierung eine Musikschule und verschiedene Vereine untergebracht wurden. Ab dem Schuljahr 23/24 soll auf diesem Gelände übergangsweise eine Grundschule untergebracht werden.
Auf dem Gelände am Stadtrand in der Offenbacher Straße 160 befindet sich neben den beiden Schulgebäuden und dem großen Schulhof auch eine Turnhalle. Mehr als 40 Jahre nach dem Umzug wurde im Jahr 2019 das moderne Oberstufengebäude des Gymnasiums eröffnet.

## Außerschulische Angebote
Die Goetheschule Neu-Isenburg nimmt seit Jahren erfolgreich am Jugend-forscht-Wettbewerb auf Regionalebene und Landesebene teil.
Des Weiteren nimmt sie im Rahmen des EU-Programms Erasmus+ an Studienfahrten und Schüleraustauschen teil.
Alljährlich veranstaltet die Goetheschule das Programm „Kunst trifft Musik“, bei dem eine Vernissage mit Werken der Schülern durch musikalische Darbietungen anderer Schüler umrahmt wird.
Außerdem ist die Schule um das Gedenken der Zeit des Nationalsozialismus und des Holocausts bemüht. Regelmäßige Studienfahrten nach Auschwitz werden angeboten, eine Arbeitsgemeinschaft, die sich dem Gedenken an den Holocaust widmet. Vorträge von Zeitzeugen sind Teil dieses Engagements.
Die Schule besitzt zudem das Gütesiegel für Hochbegabtenförderung.

## Schulprofil
Auf dem Weg der Entwicklung von personaler, sozialer und politischer Kompetenz versteht sich die Goetheschule als Ort des Lernens und Ort der Begegnung.

## Bekannte ehemalige Schüler
- Horst Ludwig Störmer (* 1949), Physiker und Nobelpreisträger 1998 für Physik (Abitur 1967)
- Thomas Reiter (* 1958), Astronaut (Abitur 1977)
- Oliver Quilling (* 1965), Politiker und Landrat des Landkreises Offenbach (Abitur 1985)
- Hartmut Honka (* 1978), Politiker und Mitglied des hessischen Landtages (Abitur 1997)